# Macintosh

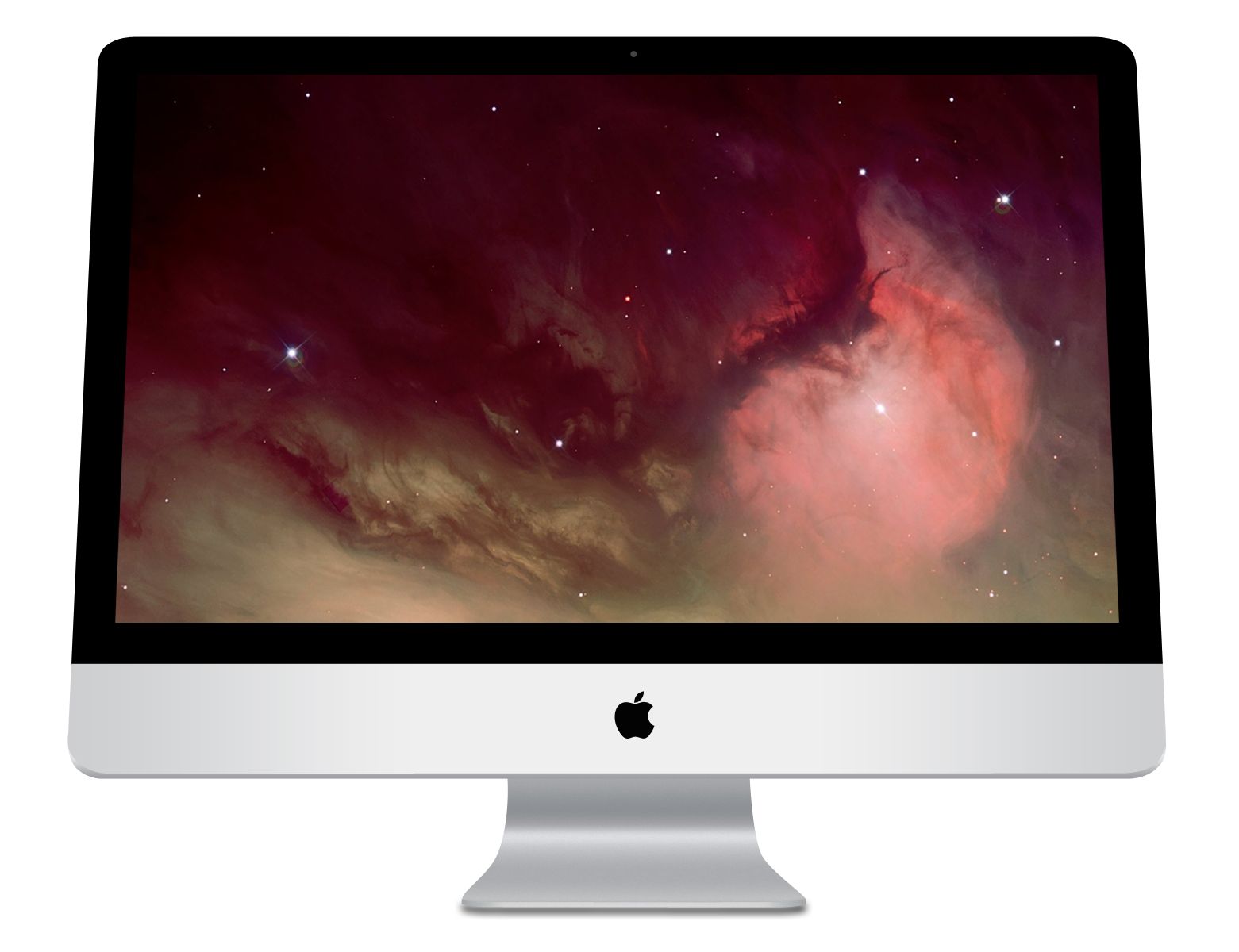
iMac 27"

Macintosh, później także jako Mac – seria komputerów osobistych produkowanych przez Apple, która jest projektem zastępującym Apple 2, tworzonym równolegle i wewnętrznie konkurującym z Apple Lisa.
Apple chciało stworzyć łatwy w obsłudze komputer, który będzie w stanie obsłużyć każdy użytkownik, bez konieczności posiadania specjalnej wiedzy informatycznej. W tym celu opracowano, opierając się na „zapożyczonych” od Xeroxa rozwiązaniach intuicyjny system operacyjny Mac OS, znany początkowo pod nazwą wyjaśniającą jego funkcję – „System” (nazywany do wersji 7.5), zastąpiony w 2000 przez nowy system Apple’a – OS X (do wersji 10.7 pod nazwą Mac OS X, której ostatnią wersją była 10.11, a obecną nazwą jest macOS).

## Historia komputerów Macintosh
Poniżej znajduje się lista pierwszych modeli komputerów Apple Macintosh, opartych na procesorze Motorola MC68000. Nie zostały wypisane tu modele oparte na procesorze PowerPC, ponieważ należą one do grupy Power Macintosh. Nie ma tutaj też komputerów sprzedawanych jako Performa, gdyż są to te same komputery, które zostały w tym miejscu wymienione, ale ze zmienioną nazwą (czasami różniły się kilkoma detalami).

### Klasyczne komputery Macintosh

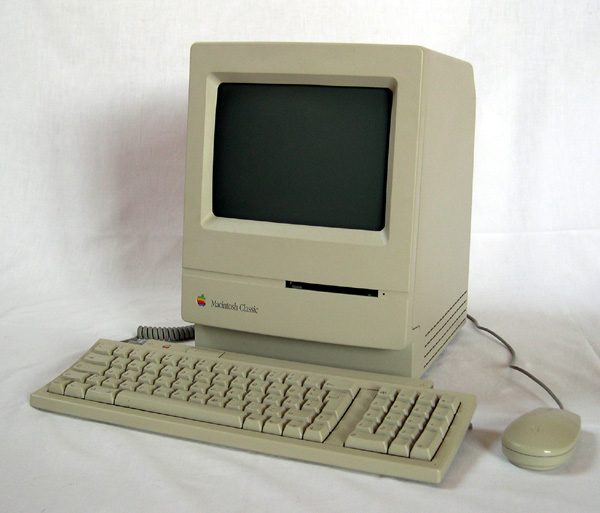
Apple Macintosh Classic

Zaczęło się od Macintosha 128K – komputera osobistego z graficznym interfejsem użytkownika z procesorem Motorola MC68000 o prędkości 8 MHz oraz wyposażonego w 128 KB pamięci RAM. Został on zastąpiony przez Macintosh 512K, posiadającego 4 razy więcej pamięci operacyjnej. Następnie pojawił się Mac Plus, a jeszcze później Macintosh SE. Wkrótce potem wyprodukowano jeszcze produkty znane jako Mac Classic, ale były one wtedy produktami z niższej półki.
- 1984 128K
- 1984 512K
- 1986 512Ke
- 1986 Plus
- 1987 SE
- 1989 SE/30
- 1990 Classic
- 1991 Classic II
- 1993 Color Classic
- 1993 Color Classic II

### Seria Macintosh II

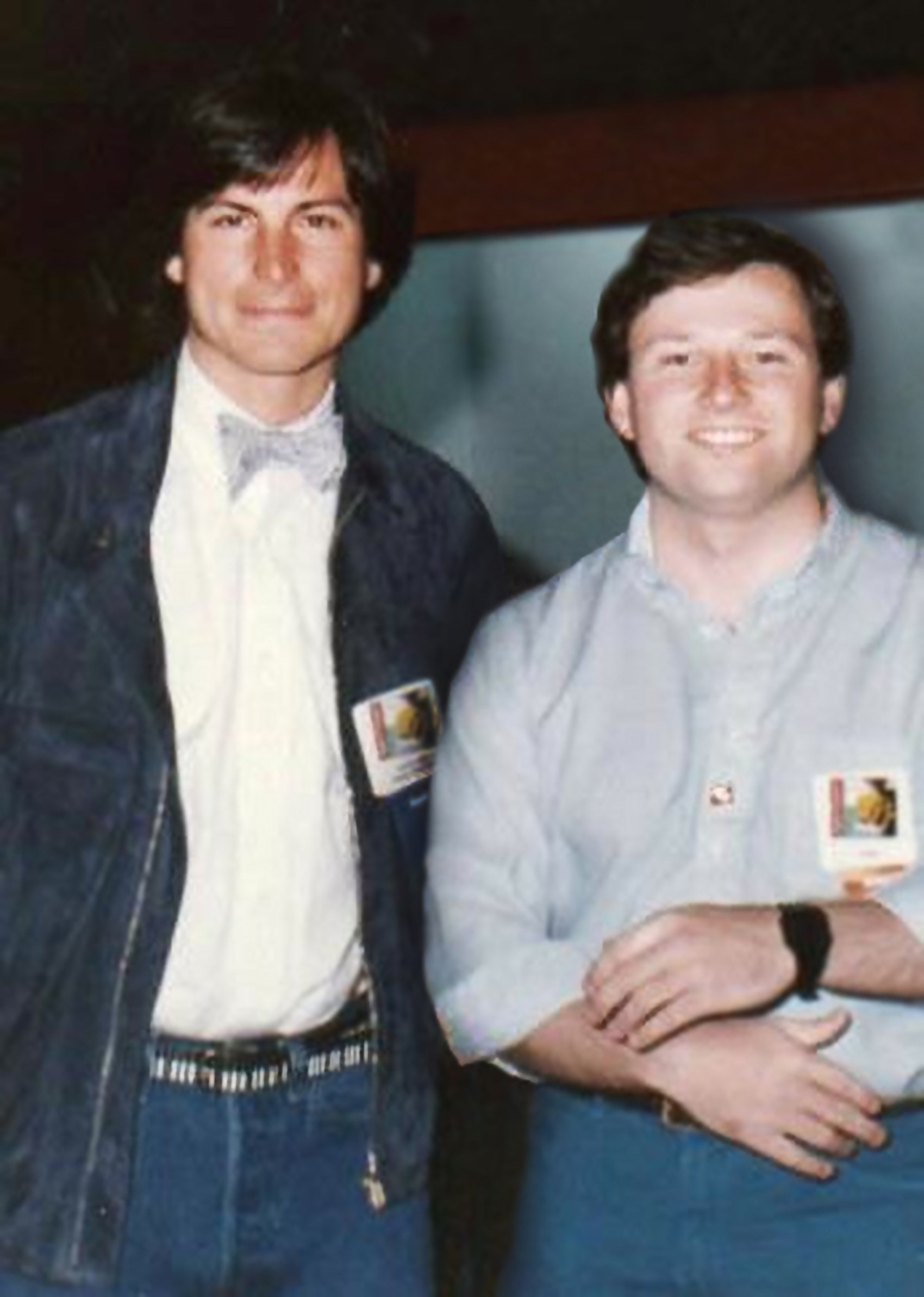
Steve Jobs i Wendell Brown podczas wprowadzenia na rynek zaprojektowanego przez Browna oprogramowania Hippo-C dla Macintosha; styczeń 1984

Jak sama nazwa wskazuje, druga seria komputerów klasy Macintosh. Były to komputery 32-bitowe (choć początkowo ich ROM-y używały wciąż fragmentów 24-bitowego kodu). Model Macintosh II występował w wersji z dyskiem twardym. Najpopularniejszy w całej historii Macintosh to model IIci. Bardzo dobrym modelem był też Mac IIfx, wyróżniający się najwyższym taktowaniem procesora aż do ukazania się modelu Quadra 840av (w IIfx częstotliwość zegara wynosiła 40 MHz).
- 1987 II
- 1988 IIx
- 1989 IIcx
- 1989 IIci
- 1990 IIsi
- 1990 IIfx
- 1992 IIvi
- 1992 IIvx

### Seria LC (Low Cost)
Nazwa serii LC, czyli Low Cost oznacza w języku angielskim po prostu „niska cena”. Były to w miarę tanie komputery, zarazem oferowały przyzwoite możliwości. Wielu użytkowników było niezadowolonych po premierze LC, ponieważ nie posiadał on FPU.
- 1990 LC
- 1992 LC II
- 1993 LC 520
- 1993 LC III
- 1993 LC III+
- 1993 LC 475
- 1993 LC 630 DOS Compatibile
- 1993 Mac TV
- 1994 LC 550
- 1994 LC 575
- 1995 LC 580

### Seria Centris/Quadra
Seria Centris/Quadra wyróżnia się najwyższą prędkością z oferowanych przez przedsiębiorstwo Apple Macintoshy opartych na procesorze Motorola 68k. Najwyższe parametry miały Quadra 605 oraz Quadra 840av (model 840av to pierwszy model który był szybszy od trzy lata starszego modelu Macintosh IIfx).
- 1991 Quadra 700
- 1991 Quadra 900
- 1992 Quadra 950
- 1993 Centris 610
- 1993 Centris 650
- 1993 Quadra 605
- 1993 Quadra 610
- 1993 Quadra 650
- 1993 Quadra 660av
- 1993 Quadra 800
- 1993 Quadra 840av
- 1994 Quadra 630
- 1994 Quadra 610 DOS Compatibile

### Dwudziestolecie Apple

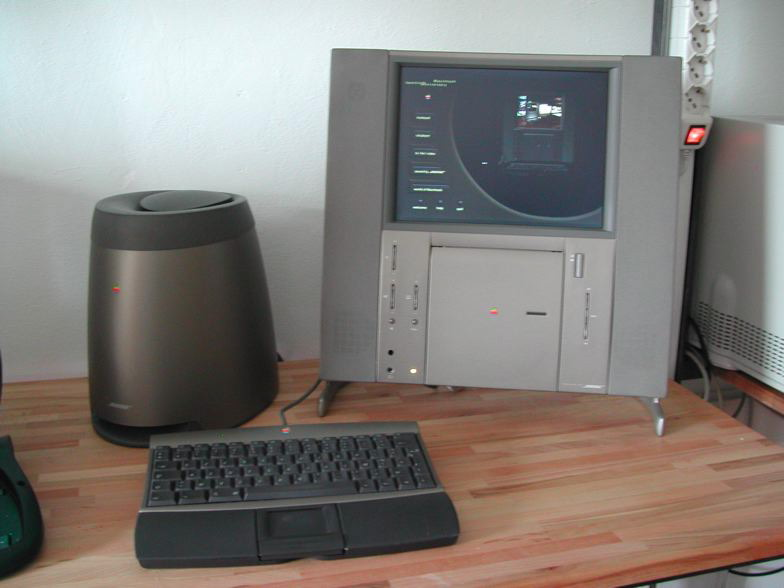
20th Anniversary Macintosh

Na 20. rocznicę założenia przedsiębiorstwa, Apple wydało w 1997 specjalną edycję Macintosha o nazwie 20th Anniversary Macintosh. Był on produkowany od 20 marca 1997 do 14 marca 1998. Komputer był przywożony do domu klienta limuzyną i montowany przez informatyków w smokingach.

### Seria Power Mac G4
- 1999 Macintosh Power Mac G4 „Graphite” „Yikes!”
- 1999-2000 Macintosh Power Mac G4 „Graphite” „Sawtooth”
- 2000 Macintosh Power Mac G4 „Graphite” „Mystic” („Gigabit Ethernet”)
- 2001 Macintosh Power Mac G4 „Quicksilver” w obudowie „Graphite” „Mystic” („Digital Audio”)
- 2001 Macintosh Power Mac G4 „Quicksilver”
- 2002 Macintosh Power Mac G4 „Quicksilver 2002”
- 2002 Macintosh Power Mac G4 „Quicksilver „Mirrored Drive Doors” (MDD)”

### IA-32

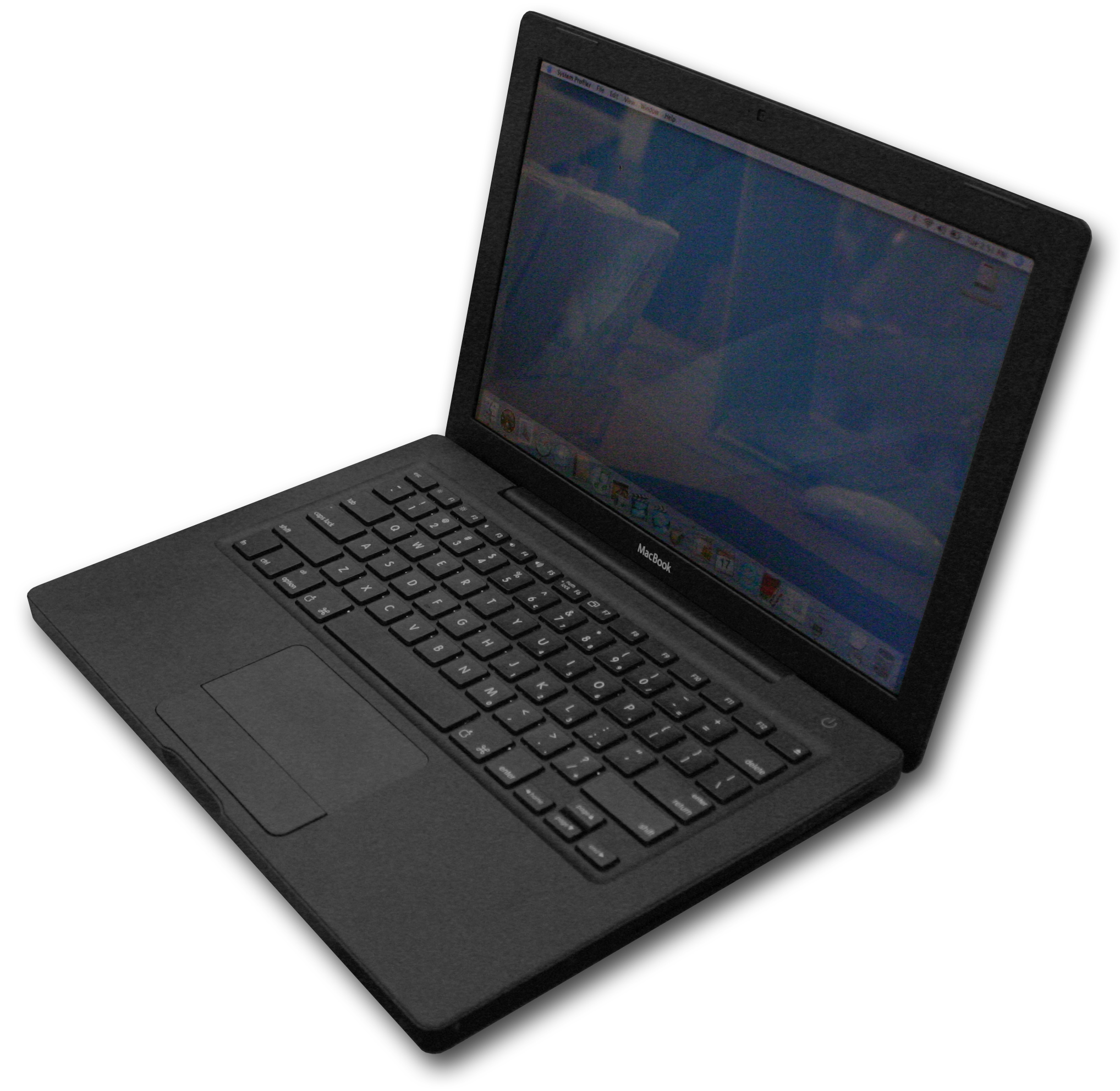
Oparty na procesorze Intela MacBook

Najnowszy iMac od Apple Inc. (iMac Pro)

Przejście Apple na procesory firmy Intel zostało zapowiedziane na konferencji WWDC w 2005 roku i obejmowało przejście komputerów Mac z architektury PowerPC na IA-32 x86 w procesorach Intel. Przejście rozpoczęło się ukazaniem pierwszych iMaców i MacBooków Pro z procesorami Intel Core Duo pod koniec lutego 2006, a zakończyło się wydaniem systemu 10.6 Snow Leopard w sierpniu 2009, który jako ostatni obsługuje programy dla procesorów PowerPC przy użyciu narzędzia Rosetta.
- MacBook – jako następca iBooka (wycofany w 2011), lecz w roku 2015 Apple wznowiło serię MacBook i dodało do niego wersję 12" w czterech kolorach: srebrnym, szarym, złotym i rose gold. Nowy MacBook pozbawiony został wentylatorów, na co pozwoliła implementacja procesora Intel Core M.
- MacBook Air – jako laptop ultralekki
- MacBook Pro – zastępujący PowerBooki
- Mac Pro – w roli Power Maca
- iMac
- Mac mini
- iMac Pro